# 米津政明
米津 政明（よねきつ まさあき）は、江戸時代後期の大名。出羽国長瀞藩4代藩主。官位は従五位下・伊勢守。明治期は正四位に進む。

## 略歴
文政13年（1830年）、庄内藩8代藩主・酒井忠器の十一男として誕生した。
万延元年（1860年）5月9日、兄で3代藩主の米津政易の隠居により養子として跡を継いだ。文久元年（1861年）12月に叙任する。幕末期の動乱の中では農民による兵隊を組織するなどしたが、藩内で攘夷討幕を求める声が上がり始めた上、これを抑えるだけの力がなかったため、慶応元年（1865年）12月11日、長男の政敏に家督を譲って隠居した。
明治32年（1899年）9月24日、死去。享年70。

## 系譜
父母
- 酒井忠器（実父）
- 米津政易（養父）

子女
- 米津政敏（長男）
- 酒井忠利（次男）